# Saison 2009-2010 de la LHOu
 (février 2022).
Les normes d'accessibilité du Web doivent être respectées sur les articles liés au hockey sur glace.
Les articles possédant ce bandeau sont listés dans la catégorie:Article hockey sur glace non accessible.
Les points d'amélioration suivants sont les cas les plus fréquents :
- Tableaux de données : utiliser les modèles préformatés déjà disponibles ou consulter l'aide ;
- Listes à puces : les listes à puces sont créées grâces aux astérisques. Il ne doit pas y avoir de ligne vide entre deux astérisques ;
- Langue : tout changement de langue doit être signalé grâce au modèle {{langue}} ou au paramètrelangue=quand le modèle {{Lien web}} est utilisé dans les références ;
- Alternative textuelle : toute image doit être accompagnée d'une description sommaire (à ne pas confondre avec la légende).

Voir aussi Wikipédia:Atelier accessibilité/Bonnes pratiques.
Nota : ce bandeau ne concerne pas les problèmes d'accessibilité dus aux modèles utilisés.
Saison précédente Saison suivante
La saison 2009-2010 est la 44e saison de hockey sur glace de la Ligue de hockey de l'Ouest. Les Hitmen de Calgary remportent la Coupe Ed Chynoweth remis au champion des séries éliminatoires en battant en finale les Americans de Tri-City. 

## Saison régulière

### Classement
| Division Est             | PJ | V  | D  | DP | DF | Pts | BP  | BC  | Rang |
| ------------------------ | -- | -- | -- | -- | -- | --- | --- | --- | ---- |
| Wheat Kings de Brandon   | 72 | 50 | 18 | 1  | 3  | 104 | 321 | 204 | 2    |
| Blades de Saskatoon      | 72 | 46 | 19 | 3  | 4  | 99  | 258 | 226 | 3    |
| Broncos de Swift Current | 72 | 37 | 30 | 1  | 4  | 79  | 231 | 232 | 7    |
| Warriors de Moose Jaw    | 72 | 33 | 27 | 6  | 6  | 78  | 243 | 247 | 8    |
| Raiders de Prince Albert | 72 | 32 | 35 | 3  | 2  | 69  | 229 | 249 | 9    |
| Pats de Regina           | 72 | 30 | 35 | 3  | 4  | 67  | 246 | 278 | 10   |

| Division Centrale        | PJ | V  | D  | DP | DF | Pts | BP  | BC  | Rang |
| ------------------------ | -- | -- | -- | -- | -- | --- | --- | --- | ---- |
| Hitmen de Calgary        | 72 | 52 | 17 | 1  | 2  | 107 | 269 | 177 | 1    |
| Ice de Kootenay          | 72 | 43 | 24 | 3  | 2  | 91  | 252 | 215 | 4    |
| Tigers de Medicine Hat   | 72 | 41 | 23 | 3  | 5  | 90  | 276 | 232 | 5    |
| Rebels de Red Deer       | 72 | 39 | 28 | 0  | 5  | 83  | 202 | 222 | 6    |
| Hurricanes de Lethbridge | 72 | 20 | 44 | 5  | 3  | 48  | 178 | 275 | 11   |
| Oil Kings d'Edmonton     | 72 | 16 | 43 | 4  | 9  | 45  | 169 | 285 | 12   |

| Division B.C.            | PJ | V  | D  | DP | DF | Pts | BP  | BC  | Rang |
| ------------------------ | -- | -- | -- | -- | -- | --- | --- | --- | ---- |
| Giants de Vancouver      | 72 | 41 | 25 | 3  | 3  | 88  | 267 | 211 | 2    |
| Rockets de Kelowna       | 72 | 35 | 31 | 2  | 4  | 76  | 224 | 225 | 6    |
| Blazers de Kamloops      | 72 | 32 | 33 | 2  | 5  | 71  | 237 | 284 | 7    |
| Bruins de Chilliwack     | 72 | 32 | 33 | 2  | 5  | 71  | 215 | 239 | 8    |
| Cougars de Prince George | 72 | 12 | 56 | 1  | 3  | 28  | 172 | 327 | 10   |

| Division U.S.            | PJ | V  | D  | DP | DF | Pts | BP  | BC  | Rang |
| ------------------------ | -- | -- | -- | -- | -- | --- | --- | --- | ---- |
| Americans de Tri-City    | 72 | 47 | 22 | 1  | 2  | 97  | 272 | 193 | 1    |
| Silvertips d'Everett     | 72 | 46 | 21 | 3  | 2  | 97  | 232 | 175 | 3    |
| Chiefs de Spokane        | 72 | 45 | 22 | 3  | 2  | 95  | 240 | 179 | 4    |
| Winter Hawks de Portland | 72 | 44 | 25 | 2  | 1  | 91  | 266 | 241 | 5    |
| Thunderbirds de Seattle  | 72 | 19 | 41 | 7  | 5  | 50  | 172 | 255 | 9    |

### Meilleurs pointeurs
| Joueur           | Équipe        | PJ | B  | A  | Pts | Pun |
| ---------------- | ------------- | -- | -- | -- | --- | --- |
| Brandon Kozun    | Calgary       | 65 | 32 | 75 | 107 | 50  |
| Jordan Eberle    | Regina        | 57 | 50 | 56 | 106 | 32  |
| Jordan Weal      | Regina        | 72 | 35 | 67 | 102 | 54  |
| Matt Calvert     | Brandon       | 68 | 47 | 52 | 99  | 70  |
| Brayden Schenn   | Brandon       | 59 | 34 | 65 | 99  | 55  |
| Craig Cunningham | Vancouver     | 72 | 37 | 60 | 97  | 44  |
| Mitch Wahl       | Spokane       | 72 | 30 | 66 | 96  | 96  |
| Dustin Sylvester | Kootenay      | 68 | 35 | 58 | 93  | 41  |
| Cody Eakin       | Swift Current | 70 | 47 | 44 | 91  | 71  |
| Scott Glennie    | Brandon       | 66 | 32 | 57 | 89  | 50  |

### Meilleurs gardiens
| Joueur           | Équipe                   | PJ | V  | D  | DP | DF | Bl | Moy  | %Arr   |
| ---------------- | ------------------------ | -- | -- | -- | -- | -- | -- | ---- | ------ |
| Kent Simpson     | Everett                  | 27 | 16 | 8  | 1  | 0  | 0  | 2,41 | 92,2 % |
| James Reid       | Spokane                  | 43 | 24 | 13 | 3  | 1  | 3  | 2,52 | 91,7 % |
| Drew Owsley      | Tri-City                 | 42 | 29 | 9  | 0  | 1  | 4  | 2,55 | 91,6 % |
| Thomas Heemskerk | Everett                  | 29 | 17 | 8  | 1  | 1  | 2  | 2,63 | 91,5 % |
| Todd Mathews     | Kootenay                 | 39 | 26 | 7  | 2  | 2  | 1  | 2,65 | 91,2 % |
| Martin Jones     | Calgary                  | 32 | 21 | 10 | 0  | 0  | 4  | 2,69 | 90,0 % |
| Michael Snider   | Calgary                  | 20 | 12 | 5  | 1  | 1  | 2  | 2,70 | 89,8 % |
| Steven Stanford  | Prince Albert/ Saskatoon | 30 | 19 | 5  | 3  | 0  | 1  | 2,70 | 90,5 % |
| Darcy Kuemper    | Red Deer                 | 44 | 20 | 16 | 0  | 3  | 2  | 2,72 | 90,8 % |
| Jamie Tucker     | Vancouver/ Prince Albert | 35 | 19 | 11 | 0  | 2  | 1  | 2,77 | 89,8 % |

## Séries éliminatoires
|  | Huitièmes de finale      | Huitièmes de finale      |                       |   | Quarts de finale | Quarts de finale |  |  | Demi-finales | Demi-finales |  |  | Finale | Finale |
|  | Huitièmes de finale      | Huitièmes de finale      |                       |   | Quarts de finale | Quarts de finale |  |  | Demi-finales | Demi-finales |  |  | Finale | Finale |
|  |                          |                          |                       |   |                  |                  |  |  |              |              |  |  |        |        |
|  |                          |                          |                       |   |                  |                  |  |  |              |              |  |  |        |        |
|  |                          |                          |                       |   |                  |                  |  |  |              |              |  |  |        |        |
|  | Hitmen de Calgary        | 4                        |                       |   |                  |                  |  |  |              |              |  |  |        |        |
|  | Hitmen de Calgary        | 4                        |                       |   |                  |                  |  |  |              |              |  |  |        |        |
|  | Warriors de Moose Jaw    | 3                        |                       |   |                  |                  |  |  |              |              |  |  |        |        |
|  | Warriors de Moose Jaw    | 3                        | Hitmen de Calgary     | 4 |                  |                  |  |  |              |              |  |  |        |        |
|  |                          |                          | Hitmen de Calgary     | 4 |                  |                  |  |  |              |              |  |  |        |        |
|  |                          | Tigers de Medicine Hat   | 2                     |   |                  |                  |  |  |              |              |  |  |        |        |
|  | Ice de Kootenay          | Tigers de Medicine Hat   | 2                     | 2 |                  |                  |  |  |              |              |  |  |        |        |
|  | Ice de Kootenay          |                          |                       | 2 |                  |                  |  |  |              |              |  |  |        |        |
|  | Tigers de Medicine Hat   | 4                        |                       |   |                  |                  |  |  |              |              |  |  |        |        |
|  | Tigers de Medicine Hat   | 4                        | Hitmen de Calgary     | 4 |                  |                  |  |  |              |              |  |  |        |        |
|  |                          |                          | Hitmen de Calgary     | 4 |                  |                  |  |  |              |              |  |  |        |        |
|  |                          | Wheat Kings de Brandon   | 1                     |   |                  |                  |  |  |              |              |  |  |        |        |
|  | Blades de Saskatoon      | Wheat Kings de Brandon   | 1                     | 4 |                  |                  |  |  |              |              |  |  |        |        |
|  | Blades de Saskatoon      |                          |                       | 4 |                  |                  |  |  |              |              |  |  |        |        |
|  | Rebels de Red Deer       | 0                        |                       |   |                  |                  |  |  |              |              |  |  |        |        |
|  | Rebels de Red Deer       | 0                        | Blades de Saskatoon   | 2 |                  |                  |  |  |              |              |  |  |        |        |
|  |                          |                          | Blades de Saskatoon   | 2 |                  |                  |  |  |              |              |  |  |        |        |
|  |                          | Wheat Kings de Brandon   | 4                     |   |                  |                  |  |  |              |              |  |  |        |        |
|  | Wheat Kings de Brandon   | Wheat Kings de Brandon   | 4                     | 4 |                  |                  |  |  |              |              |  |  |        |        |
|  | Wheat Kings de Brandon   |                          |                       | 4 |                  |                  |  |  |              |              |  |  |        |        |
|  | Broncos de Swift Current | 0                        |                       |   |                  |                  |  |  |              |              |  |  |        |        |
|  | Broncos de Swift Current | 0                        | Hitmen de Calgary     | 4 |                  |                  |  |  |              |              |  |  |        |        |
|  |                          |                          | Hitmen de Calgary     | 4 |                  |                  |  |  |              |              |  |  |        |        |
|  |                          | Americans de Tri-City    | 1                     |   |                  |                  |  |  |              |              |  |  |        |        |
|  | Americans de Tri-City    | Americans de Tri-City    | 1                     | 4 |                  |                  |  |  |              |              |  |  |        |        |
|  | Americans de Tri-City    |                          |                       | 4 |                  |                  |  |  |              |              |  |  |        |        |
|  | Bruins de Chilliwack     | 2                        |                       |   |                  |                  |  |  |              |              |  |  |        |        |
|  | Bruins de Chilliwack     | 2                        | Americans de Tri-City | 4 |                  |                  |  |  |              |              |  |  |        |        |
|  |                          |                          | Americans de Tri-City | 4 |                  |                  |  |  |              |              |  |  |        |        |
|  |                          | Rockets de Kelowna       | 1                     |   |                  |                  |  |  |              |              |  |  |        |        |
|  | Silvertips d'Everett     | Rockets de Kelowna       | 1                     | 3 |                  |                  |  |  |              |              |  |  |        |        |
|  | Silvertips d'Everett     |                          |                       | 3 |                  |                  |  |  |              |              |  |  |        |        |
|  | Rockets de Kelowna       | 4                        |                       |   |                  |                  |  |  |              |              |  |  |        |        |
|  | Rockets de Kelowna       | 4                        | Americans de Tri-City | 4 |                  |                  |  |  |              |              |  |  |        |        |
|  |                          |                          | Americans de Tri-City | 4 |                  |                  |  |  |              |              |  |  |        |        |
|  |                          | Giants de Vancouver      | 2                     |   |                  |                  |  |  |              |              |  |  |        |        |
|  | Giants de Vancouver      | Giants de Vancouver      | 2                     | 4 |                  |                  |  |  |              |              |  |  |        |        |
|  | Giants de Vancouver      |                          |                       | 4 |                  |                  |  |  |              |              |  |  |        |        |
|  | Blazers de Kamloops      | 0                        |                       |   |                  |                  |  |  |              |              |  |  |        |        |
|  | Blazers de Kamloops      | 0                        | Giants de Vancouver   | 4 |                  |                  |  |  |              |              |  |  |        |        |
|  |                          |                          | Giants de Vancouver   | 4 |                  |                  |  |  |              |              |  |  |        |        |
|  |                          | Winter Hawks de Portland | 2                     |   |                  |                  |  |  |              |              |  |  |        |        |
|  | Chiefs de Spokane        | Winter Hawks de Portland | 2                     | 3 |                  |                  |  |  |              |              |  |  |        |        |
|  | Chiefs de Spokane        |                          |                       | 3 |                  |                  |  |  |              |              |  |  |        |        |
|  | Winter Hawks de Portland | 4                        |                       |   |                  |                  |  |  |              |              |  |  |        |        |
|  | Winter Hawks de Portland | 4                        |                       |   |                  |                  |  |  |              |              |  |  |        |        |

## Honneurs et trophées
- Trophée Scotty-Munro, remis au champion de la saison régulière : Hitmen de Calgary.
- Trophée commémoratif des quatre Broncos, remis au meilleur joueur : Jordan Eberle, Pats de Regina.
- Trophée Daryl-K.-(Doc)-Seaman, remis au meilleur joueur étudiant : Adam Lowry, Broncos de Swift Current.
- Trophée Bob-Clarke, remis au meilleur pointeur :  Brandon Kozun, Hitmen de Calgary.
- Trophée Brad-Hornung, remis au joueur ayant le meilleur esprit sportif : Jason Bast, Warriors de Moose Jaw.
- Trophée commémoratif Bill-Hunter, remis au meilleur défenseur : Tyson Barrie, Rockets de Kelowna.
- Trophée Jim-Piggott, remis à la meilleure recrue : Ryan Nugent-Hopkins, Rebels de Red Deer.
- Trophée Del-Wilson, remis au meilleur gardien : Martin Jones, Hitmen de Calgary.
- Trophée Dunc-McCallum, remis au meilleur entraîneur : Mark Holick, Ice de Kootenay.
- Trophée Lloyd-Saunders, remis au membre exécutif de l'année : Kelly McCrimmon, Wheat Kings de Brandon.
- Trophée Allen-Paradice, remis au meilleur arbitre : Chris Savage
- Trophée St. Clair Group, remis au meilleur membre des relations publique : Zoran Rajcic, Silvertips d'Everett.
- Trophée Doug-Wickenheiser, remis au joueur ayant démontré la meilleure implication auprès de sa communauté : Matt Fraser, Ice de Kootenay.
- Trophée plus-moins de la WHL, remis au joueur ayant le meilleur ratio +/- :  Colby Robak, Wheat Kings de Brandon.
- Trophée airBC, remis au meilleur joueur en série éliminatoire : Martin Jones, Hitmen de Calgary.
- Alumni Achievement Awards, remis à un ancien membre de la LHOu s'étant illustré au niveau professionnel : Joe Sakic et Gavin McLeod.

### Équipes d'étoiles
| Première équipe | Première équipe        | Position | Deuxième équipe  | Deuxième équipe          |
| Joueur          | Équipe                 | Position | Joueur           | Équipe                   |
| --------------- | ---------------------- | -------- | ---------------- | ------------------------ |
| Martin Jones    | Hitmen de Calgary      | G        | Darcy Kuemper    | Rebels de Red Deer       |
| Michael Stone   | Hitmen de Calgary      | D        | Travis Hamonic   | Wheat Kings de Brandon   |
| Brayden McNabb  | Ice de Kootenay        | D        | Colby Robak      | Wheat Kings de Brandon   |
| Jordan Eberle   | Pats de Regina         | A        | Dustin Sylvester | Ice de Kootenay          |
| Brayden Schenn  | Wheat Kings de Brandon | A        | Matt Calvert     | Wheat Kings de Brandon   |
| Brandon Kozun   | Hitmen de Calgary      | A        | Cody Eakin       | Broncos de Swift Current |

| Première équipe  | Première équipe         | Position | Deuxième équipe   | Deuxième équipe          |
| Joueur           | Équipe                  | Position | Joueur            | Équipe                   |
| ---------------- | ----------------------- | -------- | ----------------- | ------------------------ |
| Calvin Pickard   | Thunderbirds de Seattle | G        | Drew Owsley       | Americans de Tri-City    |
| Tyson Barrie     | Rockets de Kelowna      | D        | Jared Cowen       | Chiefs de Spokane        |
| Kevin Connauton  | Giants de Vancouver     | D        | Radko Gudas       | Silvertips d'Everett     |
| Craig Cunningham | Giants de Vancouver     | A        | Shane Harper      | Silvertips d'Everett     |
| Kyle Beach       | Chiefs de Spokane       | A        | Nino Niederreiter | Winter Hawks de Portland |
| Mitch Wahl       | Chiefs de Spokane       | A        | Prab Rai          | Thunderbirds de Seattle  |